# Le Rousset
Le Rousset is een plaats en voormalige gemeente in het Franse departement Saône-et-Loire (regio Bourgogne-Franche-Comté) en telt 250 inwoners (2004). De plaats maakt deel uit van het arrondissement Charolles. Le Rousset is op 1 januari 2016 gefuseerd met de gemeente Marizy tot de gemeente Le Rousset-Marizy. 

## Geografie
De oppervlakte van Le Rousset bedraagt 24,8 km², de bevolkingsdichtheid is 10,1 inwoners per km².
De onderstaande kaart toont de ligging van Le Rousset met de belangrijkste infrastructuur en aangrenzende gemeenten.

## Demografie
Onderstaande figuur toont het verloop van het inwonertal (bron: INSEE-tellingen).